# Курешники
Курешники — деревня в Слободском районе Кировской области в составе Ленинского сельского поселения.

## География
Находится на правом берегу Вятки на расстоянии примерно 5 км на восток-юго-восток от поселка Вахруши.

## История
Известна с 1678 года как деревня Даниловская с 2 дворами. В 1764 году в деревне учтено 20 жителей.
В 1873 году здесь (Даниловская 1-я или Курешники) учтено дворов 10 и жителей 66, в 1905 19 и 125, в 1926 26 и 137, в 1950 39 и 130. В 1989 году оставалось 15 жителей. Нынешнее название закрепилось с 1939 года. Во время коллективизации в деревне был образован колхоз им. Коминтерна, позже работали колхозы «Застрельщик», им.Горького и им.Ленина. 

## Население
Постоянное население  составляло 2 человек (русские и украинцы по 50%) в 2002 году, 1 в 2010.